# Gabrielle Vincent
Pour les articles homonymes, voir Martin et Vincent.
Monique Martin, connue également sous le pseudonyme de Gabrielle Vincent, née à Bruxelles (Ixelles) le 9 septembre 1928 et morte dans la même ville le 24 septembre 2000, est une peintre, illustratrice et autrice belge de livres pour enfants, essentiellement connue pour sa série jeunesse Ernest et Célestine.

## Biographie
Monique Martin naît le 9 septembre 1928 à Ixelles.
Elle grandit à Auderghem, près de la forêt de Soignes. Elle griffonne ses cahiers d’écolière à deux mains en boulimique du dessin. 
Elle étudie à l'Académie royale des beaux-arts de Bruxelles. Elle y décroche un premier prix. Pour Didier Pasamonik, directeur de la rédaction du site ActuaBD : « [...] si elle l’avait voulu, avec son trait virtuose et juste, aurait pu faire de la bande dessinée, genre Catherine Meurisse ; elle a fait quelques pages d’ailleurs qui relèvent de l’art séquentiel. ».
D'abord peintre et aquarelliste. Comme disciple du Malinois Jan De Smedt, elle s’engage dans une vie d’artiste et sa peinture est remarquée par les critiques de l’époque. 
Selon Daniel Couvreur du journal Le Soir : « Après une carrière de peintre décoiffante, Monique Martin tournera le dos au monde des galeries d’art pour devenir Gabrielle Vincent [...]. ».
Elle crée en 1981 la série Ernest et Célestine, dont elle est autrice-illustratrice, et choisit de prendre comme pseudonyme Gabrielle Vincent. À cette époque, il était très mal vu de faire de l’illustration pour enfants lorsqu’on se prétendait peintre, ce pourquoi elle prend un nom de plume inspiré du nom de ses deux grands-parents.
Le premier ouvrage de la série : Ernest et Célestine ont perdu Siméon, remporte plusieurs prix. « Le gros ours tendre et la petite souris, devenus un couple de référence dans le monde des albums pour enfants, apportent à leur créatrice une reconnaissance internationale », selon l'Encyclopædia Universalis. La série se vend à plus d'un million d'exemplaires. 
Elle obtient le prix Charles Swyncop en 1982. 
La série Ernest et Célestine est adaptée pour le cinéma en 2012 en film d'animation au même titre ; la réalisation est de Benjamin Renner, Vincent Patar et Stéphane Aubier, sur un scénario de Daniel Pennac.
Ses albums sont édités par les éditions Duculot, puis par Casterman et l'École des loisirs.
La revue Griffon lui a consacré un dossier Monique Martin : Gabrielle Vincent, en 1996.
Elle meurt le 24 septembre 2000, à l'âge de 72 ans. Elle est inhumée au cimetière d'Ixelles, à Bruxelles.

## Fondation
En 2012, la fondation belge d'utilité publique Monique Martin, est créée par Benoît Attout, son filleul et ayant droit. Elle contribue à la publication de Le Grand Ami, une suite narrative de 88 petits cartons conçus au crayon noir destiné à son ami Jos De Smedt. Un récit entre Bruxelles et le Paradis qui marie l'universel et l'intime publié aux éditions bruxelloises Blow Book en 2023. 

## Œuvres

### Autrice et illustratrice

#### La sérieErnest et Célestine
Elle est créée en 1981, avec le premier ouvrage Ernest et Célestine ont perdu Siméon.

#### Autres

##### Sous le nom de Monique Martin
- Le Petit Ange à Bruxelles, G. Blanchard, 1970
- L’Enfant, la femme, l’Homme, 1979
- Un jour, un chien, Duculot, 1982  Sankei Children's Books Publication Prize 1988.
- L'Œuf, Duculot, 1983  « Mention »  Premio Grafico Fiera di Bologna per la Gioventù, Foire du livre de jeunesse de Bologne 1984[13].
- Carnet du désert, Blondiau, 1992
- Au désert, Duculot, 1992
- Lettre à une amie, éd. Blondiau, 1993 – hors commerce ; dessins réalisés en 1967

- Au palais, Casterman, 1994
- Aventure artistique ou Perception des formes et des couleurs pour une meilleure création, P. Rossignol, 1996.

##### Sous le pseudonyme Gabrielle Vincent
- Pic-Nic et Nicolas (1982)
- Pic-Nic et Rosalie (1982)
- Pic-Nic vend ses poupées (1984)
- Brel : 24 portraits, Duculot, 1989
- Désordre au paradis, Duculot, 1989 —  Médaille de bronze Prix Plantin Moretus 1990.
- La Petite Marionnette[14], Louvain-la-Neuve, Duculot, coll. « Les Albums Duculot », 1992  (ISBN 2-8011-1043-4)
- Lettre à une amie (1993)
- Au bonheur des ours, Duculot, 1993  Totem Album, Salon du livre et de la presse jeunesse (Montreuil) 1993.
- Papouli et Federico, 1 : Dans la forêt, Casterman, 1994
- Papouli et Federico, 2 : À la mer, Casterman, 1994
- Papouli et Federico, 3 : Le Grand Arbre, Casterman, 1994
- Mon petit Père Noël, Grasset jeunesse, 1994
- Au bonheur des chats, Casterman, 1995
- Je voudrais qu'on m'écoute, Casterman, coll. « Les albums Duculot », 1995  (ISBN 2203551631)
- J'ai une lettre pour vous, Casterman, coll. « Les albums Duculot », 1995  (ISBN 220355164X)
- Je voudrais qu'on m'écoute. 2, Casterman, coll. « Les albums Duculot », 1996  (ISBN 2203551666)
- La Montgolfière, Casterman, 1996
- Mon jardin perdu, Casterman, 1996
- Nabil (2000), publié en langue française, Rue du monde, en 2004[15])  « Mention » Fiction Young Adults, Foire du livre de jeunesse de Bologne 2001[16].
- Le Violoniste[17] (2001) publié en langue française, Voisins-les-Bretonneux, Rue du monde, 2006,  (ISBN 978-2-915569-68-1).

### Illustratrice
- Jacques Brel, Les Vieux, ill. de Gabrielle Vincent, Duculot, 1989
- Marie-Claire d'Orbaix, Devenir la joie du brin d'herbe ; suivi de Notes finales, ill. de Monique Martin, P. Zech, 1991
- Pili Mandelbaum, Histoires au bord du lit, ill. de Gabrielle Vincent, Duculot, 1991
- Jacques Brel, Moi, je t’offrirai des perles de pluie, ill. Monique Martin, Duculot, 1993
- Jacques Brel, Orly, ill. Monique Martin, hors commerce, Duculot, 1993.

### Entretiens
- Gabrielle Vincent "au jour le jour" : conversation avec Arnaud de la Croix, Gabrielle Vincent, Arnaud de la Croix, éd. Tandem, 2001.

### Artbooks
- Patchwork – Une biographie en images de la créatrice d’Ernest et Célestine[4], Paris, Daniel Maghen, 2024, 304 pages p.,  (ISBN 978-2356741752).

### Albums de bande dessinée
- 9. Le Grand Ami, Blow book, Bruxelles, 2023
Scénario et dessin : Gabrielle Vincent - Couleurs : noir et blanc

### Expositions
- Une artiste, deux visages[18],[19], Ixelles, 2013
- Ernest et Célestine à Rouge-Cloître[20], Centre d'Art de Rouge-Cloître à Auderghem du 13 septembre 2018 au 20 janvier 2019.

## Adaptations de son œuvre

### En roman jeunesse
- 2012 : Le Roman d'Ernest et Célestine, roman jeunesse écrit par Daniel Pennac, Casterman.

### SérieErnest et Célestine
- 2023 : Astrid Desbordes (ill. Gabrielle Vincent), Au bonheur des souris[21], Bruxelles, Casterman, 2023 (ISBN 9782203254466)

### Au cinéma
- 2012 : Ernest et Célestine (d'après la série jeunesse éponyme), film d'animation belgo-franco-luxembourgeois, réalisé par Benjamin Renner, Vincent Patar et Stéphane Aubier, sur un scénario de Daniel Pennac.
- 2017 : Ernest et Célestine en hiver, film d'animation français (reprenant des épisodes de la série Ernest et Célestine, la collection) réalisé par Julien Chheng et Jean-Christophe Roger.
- 2022 : Ernest et Célestine : Le Voyage en Charabie, suite du film de 2012, réalisée par Julien Chheng et Jean-Christophe Roger.

### En série d'animation
- 2017 - en cours : Ernest et Célestine, la collection, série française.

### Au théâtre
- 2011 : Ernest et Célestine ont perdu Siméon (d'après son ouvrage de 1981), pièce de théâtre de la compagnie 1.2.3 Soleil, adaptation, mise en scène et interprétation de Pascale Thévenon[22].

## Réception

### Prix et distinctions
- 1982 : 
  -  Parents Choice[3] pour Ernest et Célestine ont perdu Siméon (série jeunesse Ernest et Célestine) ;
  -  Prix du Ministre belge de la Culture française pour Ernest et Célestine, musiciens des rues ;
  -  Top dix meilleurs albums illustrés, New York Times[3] pour Ernest et Célestine chez le photographe ;
  -  Prix de la Fondation de France[3] pour Ernest et Célestine chez le photographe
- 1983 :
  -  Médaille de bronze du Prix Plantin Moretus[3] pour Ernest et Célestine chez le photographe ;
  -  Prix Tom Pouce (Prix du livre pour la petite enfance créé par le Ministère de la Famille en France) pour Noël chez Ernest et Célestine ;
- 1984 : 
  -  « Mention » Sankei Children's Books Publication Prize[3] pour Ernest et Célestine ont perdu Siméon et pour Ernest et Célestine chez le photographe ;
  -  « Mention » Premio Grafico Fiera di Bologna per la Gioventù, Foire du livre de jeunesse de Bologne[13] (Italie) pour L'Œuf (publié sous son véritable nom de Monique Martin) ;
- 1986 :  Mention d’honneur au Prix Plantin Moretus pour Ernest et Célestine au musée ;
- 1987 :  Mention – The Owl Prize (Mimizuku-Sho, Japon) pour Ernest et Célestine au musée ;
- 1988 : 
  -  « Mention » Prix Graphique, Foire du livre de jeunesse de Bologne[23] (Italie) pour La Naissance de Célestine (série jeunesse Ernest et Célestine) ;
  -  Prix de la Fondation de France (catégorie albums) pour La Naissance de Célestine ;
  -  Sankei Children's Books Publication Prize pour Un jour, un chien ;
  -  Award, Foundaton for the Collective Promotion of the Dutch book pour Noël chez Ernest et Célestine ;
- 1990 :  Médaille de bronze Prix Plantin Moretus pour Désordre au paradis ;
- 1993 :  Totem Album, Salon du livre et de la presse jeunesse (Montreuil) pour Au bonheur des ours ;
- 2001 :  « Mention »  Fiction Young Adults, Foire du livre de jeunesse de Bologne[16] (Italie) pour Nabil.

### Postérité
En 2023, la commune d'Ixelles appose une plaque commémorative sur la place du Châtelain où elle a résidé.

### Influence
Gabrielle Vincent est désignée comme une influence par l'animateur Jean-Louis Lejeune.

#### Livres
: document utilisé comme source pour la rédaction de cet article.
- Pascale Eben et Karine Magis, Répertoire des auteurs et illustrateurs de livres pour l'enfance et la jeunesse en Wallonie et à Bruxelles, Bruxelles, Wallonie-Bruxelles International, 2014, 192 p., ill. ; 26 cm (ISBN 9782930758008 et 2930758007, OCLC 944278134, lire en ligne), p. 22.

#### Périodiques
- Michel Defourny, « Au pays des gros ours et des petites souris, au pays d'Ernest et Célestine, à la rencontre de Gabrielle Vincent », Lectures, Centre de lecture publique de la Communauté française, no 77,‎ mars - avril 1994, p. II-X (lire en ligne, consulté le 13 juin 2025).

#### Articles
- Christian Louis, « Ernest et Célestine, la disponibilité de l'amour », Objectifs, no 187,‎ octobre-novembre 1988, p. 12-14
- Marianne Alphant, « Gabrielle Vincent fait l'ange et la bête », Libération, novembre-décembre 1989
- Patrick Borione, « Le blues du grand réparateur des ours », Livres au trésor, 1994, p. 5
- Sophie Gerhardy, « Comme un peintre », Le Monde des livres, 4 novembre 1994, 1 p.
- Evelyne Wilwerth, « Les ailes de la révolte et de l'amour », Griffon, no 151, avril-mai 1996, p. 2-6
- Arnaud de la Croix, « Very japanese !, », Griffon, no 151, avril-mai 1996, p. 7-8
- François Mathieu, « Un jour, Gabrielle Vincent rompit avec le mythe mièvre du nounours et de la souricette, et mit au monde l’ours Ernest et la souris Célestine », L'Humanité,‎ 2 novembre 2000 (lire en ligne , consulté le 23 octobre 2024)
- Florence Noiville, « Gabrielle Vincent, la créatrice d'« Ernest et Célestine » », Le Monde,‎ 29 septembre 2000 (lire en ligne , consulté le 23 octobre 2024)
- Serge Martin, « Gabrielle Vincent ou l'invention de la relation », Argos [C.R.D.P. de l'Académie de Créteil], no 28, 2001, p. 24-25
- Daniel Fano, « L'heure de vérité », Le Ligueur, no 14, 4 avril 2001, 1 p.
- Sylvie Neeman, « Et il y avait une grande place pour toi dans ma vie », Parole, no 49, été 2001; p. 36-38
- Yvanne Chenouf, « Gabrielle Vincent. Lire ? Retouner la peau du destin », Aux petits enfants les grands livres, Association française pour la lecture, 2007  (ISBN 9782905377586), p. 95-99.